# Пауер метал
Пауер метал је жанр хеви метал музике који комбинује карактеристике класичног метала и треш или спид метала. Термин се односи на два различита али повезана жанра. Често се поред типичних инструмената (гитара, бубњеви, бас-гитара) користе и клавијатуре. Веома је брз али и мелодичан у исто време. Дели на неколико врста:
- Класични
- Мелодични (потенцира се коришћење клавијатура)
- Екстремни (који се назива и „мелодични дет метал”)
- Симфонијски (у аранжманима се користе оркестрације и симфонијски елементи)
- Треш*

## Теме текстова
Теме текстова пауер метала, варирају као и сам метал, типично се држе фантастике и митологије (пр. Rhapsody of Fire, DragonForce, Blind Guardian), личних напора и осећања (пр. Sonata Arctica, Primal Fear, Најтвиш) рата и смрти (пр. Manowar, Сабатон, Iced Earth) или комбинације ових тема.

## Глас
Пауер метал је обично фокусиран на певачев „чист” глас, који, за разлику од Дет метала и Блек метала, не изводи гроловање . Певач пева у тенору, често користећи веома високе тонове. 